# Моята голяма нощ
Моята голяма нощ (на испански: Mi gran noche) е испанска комедия, режисиран от Алекс де ла Иглесия, чието премиера е на 25 октомври 2015 г. в Испания, с участието на Рафаел, Марио Касас, Пепон Нието, Бланка Суарес и Карлос Аресес.

## Сюжет
Хосе е изпратен от Бюрото по труда в телевизионно студио в покрайнините на Мадрид, за да участва като статист по записа на специално новогодишно предаване в средата на октомври. Стотици хора като него са затворени там денонощно за седмица и половина, отчаяни, докато се преструват, че се смеят, глупаво празнуват фалшивото настъпване на новата година, отново и отново. Алфонсо, музикалната звезда, е способен на всичко, за да гарантира, че изпълнението му ще има максимална публика. Младият латино певец Адан, неговият конкурент, е тормозен от фенове, които искат да го изнудват. Водещите на програмата се мразят, състезавайки се помежду си, за да спечелят доверието на продуцента, който се бори да предотврати затварянето на канала. Но това, което никой не подозира, е, че животът на Алфонсо е в опасност. Докато публиката смее и аплодира изпълненията, Хосе се влюбва в Палома.

## Актьори
- Рафаел – Алфонсо
- Марио Касас – Адан
- Пепон Нието – Хосе Диас Мартиньо
- Бланка Суарес – Палома
- Карлос Аресес – Юри
- Луис Кайехо – Пако
- Хайме Ордониес – Оскар Гарсия
- Уго Силва – Роберто
- Каролина Банг – Кристина
- Кармен Мачи – Роса
- Кармен Руис – Ампаро
- Сантяго Сегура – Хосе Луис Бенитес Кинтана
- Енрике Вийен – Сориано
- Тереле Павес – Долорес Мартиньо Сепулведа
- Марта Герас – София
- Марта Кастелоте – Лурдес
- Ана Мария Полвороса – Янире
- Луис Фернандес Естебанес – Джошуа
- Антонио Веласкес – Антонио
- Томас Поци – Пероти
- Тони Акоста – Мария
- Игнатиус Фарай – Сценарист
- Лусия де ла Фуенте – Гримьорка
- Едуардо Касанова – Статист
- Джонас Берами – Статист
- Андони Агирегомескорта – Статист
- Даниел Гусман – Полицай
- Енрике Мартинес – Гардеробиер
- Алберто Чавес – Статист

## Награди и номинации
| Церемония                           | Категория                           | Номинация                                           | Резултат   |
| ----------------------------------- | ----------------------------------- | --------------------------------------------------- | ---------- |
| 3то издание на Награди Ферос (2016) | Най-добра комедия                   | Най-добра комедия                                   | Номиниран  |
| 3то издание на Награди Ферос (2016) | Най-добър актьор в поддържаща роля  | Марио Касас                                         | Печели     |
| 3то издание на Награди Ферос (2016) | Най-добра актриса в поддържаща роля | Бланка Суарес                                       | Номинирана |
| 3то издание на Награди Ферос (2016) | Най-добър трейлър                   | Най-добър трейлър                                   | Номиниран  |
| 30то издание на Награди Гоя (2016)  | Най-добра арт режисура              | Артуро Гарсия и Хосе Луис Арисабалага               | Номинирани |
| 30то издание на Награди Гоя (2016)  | Най-добра музика                    | Давид Родригес, Николас де Пулпикет и Серхио Бюрман | Номинирани |
| 30то издание на Награди Гоя (2016)  | Най-добри специални ефекти          | Куро Муньос и Хуан Молина                           | Номинирани |
| 30то издание на Награди Гоя (2016)  | Най-добри костюми                   | Паола Торес                                         | Номинирана |

## В България
Филмът е излъчен в България на 4 януари 2021 г. по БНТ 2 и на 17 януари 2021 г. по БНТ 1, със субтитри на български език. Преводач е Екатерина Късметлийска, а редактор – Веселина Пършорова.